# Zdenko Vinski
Zdenko Vinski (eredetileg Weiss; Zágráb, 1913. május 3. – Zágráb, 1996. október 13.) horvát régész.

## Élete
Zsidó családban nőtt fel Zágrábban, ahol iskoláit is végezte. Apja Oton Vinski befolyásos horvát bankár volt, anyja Štefanija Alexander neves zágrábi zsidó családból származott. Testvére Ivo Vinski (1915-1985) jugoszláv közgazdász professzor. Apja 1918-ban nevet változtatott. 
1932-1937 között a Bécsi Egyetemen végzett és doktorált. 1938-ban a Zágrábi Egyetemen nosztrifikálta a diplomáját. Ugyanitt óraadó előadó lett.
A Független Horvát Állam alatt ugyan kivételezett helyzetben voltak, apja és nagyanyja mégis az usztasák jasenovaci koncentrációs táborában haltak meg, mint ahogy sokan a tágabb családjukból. 
1945-1979 között a Zágrábi Régészeti Múzeumban dolgozott régészként. 1951-1953 között a múzeum igazgatója volt. Előbb 1951-1961 között a Zágrábi Egyetemen adott elő középkori régészetet, ahol 1954-ben docensként habilitált. 1963 nyári szemeszterében a Göttingeni Egyetemen volt vendégoktató, majd 1967-1971 között a Ljubljanai Egyetemen oktatott, ahol 1969-ben professzor lett. 1971 után posztgraduális tanulmányokat végzett Ljubljanában és Zárában. A Német és az Osztrák Régészeti Intézet levelező tagja volt.
Elsősorban népvándorláskorral és a Karoling-korral foglalkozott. Ő ásta a vukovári középkori és a knini népvándorláskori temetőket. A zágrábi Mirogoj temető zsidó részén az Alexander család kriptájában nyugszik.

## Művei
- 1950 Gradište u Mrsunjskom lugu
- 1952 Naušnice zvjezdolikog tipa u Arheološkom muzeju u Zagrebu s posebnim obzirom na nosioce srebrnog nakita Čađavica. Starohrvatska prosvjeta 1952
- 1957 Arheološki spomenici velike seobe naroda u Srijemu. Situla.
- 1958 O nalazima VI. i VII. st. u Jugoslaviji. Opuscula Archaeologica.
- 1978 Novi ranokarolinški nalazi u Jugoslaviji. Vjesnik Arheološkoga muzeja Zagreba 1977-78
- 1983 Zu karolingischen Schwertfunden aus Jugoslawien. Jahrbuch RGZM 1983.